# Coenonympha spoliata
Coenonympha spoliata är en fjärilsart som beskrevs av Gradl 1933. Coenonympha spoliata ingår i släktet Coenonympha och familjen praktfjärilar. Inga underarter finns listade i Catalogue of Life.